# Primaires présidentielles du Parti démocrate américain de 1996
Les primaires démocrates de 1996 sont le processus par lequel les membres et sympathisants du Parti démocrate des États-Unis désignent leur candidat à l'élection présidentielle de 1996.
Les candidats au poste de président et de vice-président furent sélectionnés à l'aide d'une série de primaires et de caucuses dans 36 États et territoires des États-Unis. Bill Clinton étant Président sortant, il remporte largement toutes les primaires auxquelles il participe. Il n’est cependant pas inscrit sur les bulletins dans le Michigan et dans le Dakota du Nord.
C'est lors de la convention nationale démocrate à Chicago que fut désigné officiellement le candidat du Parti Démocrate à l’élection présidentielle de novembre 1996 : Bill Clinton, le président sortant. Le 5 novembre 1996, Bill Clinton est réélu président des États-Unis face au Sénateur Bob Dole, avec 49,2% des voix et 379 grands électeurs.